# Etiquetado débil
El etiquetado débil es una técnica utilizada en el campo del aprendizaje automático donde las etiquetas de los datos no son completamente precisas o son parcialmente incorrectas. A diferencia del etiquetado fuerte, que implica asignar etiquetas precisas y verificables a los datos, el etiquetado débil permite trabajar con conjuntos de datos donde las etiquetas pueden tener algún tipo de ruido, ser incompletas o estar generadas automáticamente con cierto grado de incertidumbre.

## Concepto
El etiquetado débil se utiliza principalmente en situaciones donde obtener etiquetas precisas es costoso, laborioso o impráctico. En lugar de depender de expertos humanos para etiquetar grandes cantidades de datos, se pueden utilizar métodos automáticos o semi-supervisados para asignar etiquetas aproximadas. Aunque estas etiquetas pueden no ser completamente correctas, los algoritmos de aprendizaje automático pueden aprender patrones útiles a partir de los datos etiquetados de manera débil.

### Ejemplos de etiquetado débil
- Etiquetas generadas automáticamente: Cuando se utilizan algoritmos o reglas heurísticas para etiquetar datos sin intervención humana directa.
- Etiquetas con ruido: Cuando las etiquetas contienen errores debido a la subjetividad o la falta de precisión en el proceso de etiquetado.
- Etiquetas incompletas: Cuando solo una fracción de los datos está etiquetada, o las etiquetas no cubren todos los aspectos del dato.

## Aplicaciones
El etiquetado débil se utiliza en una variedad de aplicaciones, especialmente en áreas donde la disponibilidad de datos etiquetados es limitada o costosa. Algunos ejemplos incluyen:
- Reconocimiento de imágenes: Donde se utilizan grandes conjuntos de datos de imágenes etiquetadas automáticamente mediante algoritmos de visión por computadora.
- Procesamiento del lenguaje natural (PLN): En tareas como la clasificación de textos o la detección de entidades, donde las etiquetas pueden ser generadas automáticamente o derivadas de fuentes no estructuradas.
- Diagnóstico médico: En escenarios donde los datos médicos etiquetados por expertos son escasos, el etiquetado débil puede ayudar a entrenar modelos con datos menos precisos.
- Mantenimiento predictivo: Donde se utilizan grandes conjuntos de datos de sensores, donde la identificación de averías mediante etiquetas es limitado y es necesario disponer de un conjunto de muestras adecuado para lograr un modelo adecuado[2]

.

## Algoritmos y técnicas
Existen varios enfoques y algoritmos diseñados específicamente para manejar datos con etiquetas débiles. Algunos de los más comunes incluyen:
- Aprendizaje semi-supervisado: Combina una pequeña cantidad de datos etiquetados con una gran cantidad de datos no etiquetados.
- Aprendizaje supervisado débil: Diseñado para trabajar con etiquetas ruidosas o incorrectas.
- Métodos de autoentrenamiento: Donde un modelo inicial entrena sobre datos etiquetados débilmente y luego refina sus predicciones utilizando sus propias salidas como nuevas etiquetas.

## Desafíos
El uso de etiquetado débil presenta varios desafíos, entre ellos:
- Ruido en los datos: Las etiquetas incorrectas pueden sesgar el modelo y afectar su rendimiento.
- Ambigüedad: Las etiquetas incompletas o poco claras pueden dificultar la interpretación de los resultados.
- Necesidad de técnicas robustas: Es necesario desarrollar algoritmos que puedan manejar de manera efectiva la incertidumbre en las etiquetas.